# うらかわ優駿ビレッジAERU

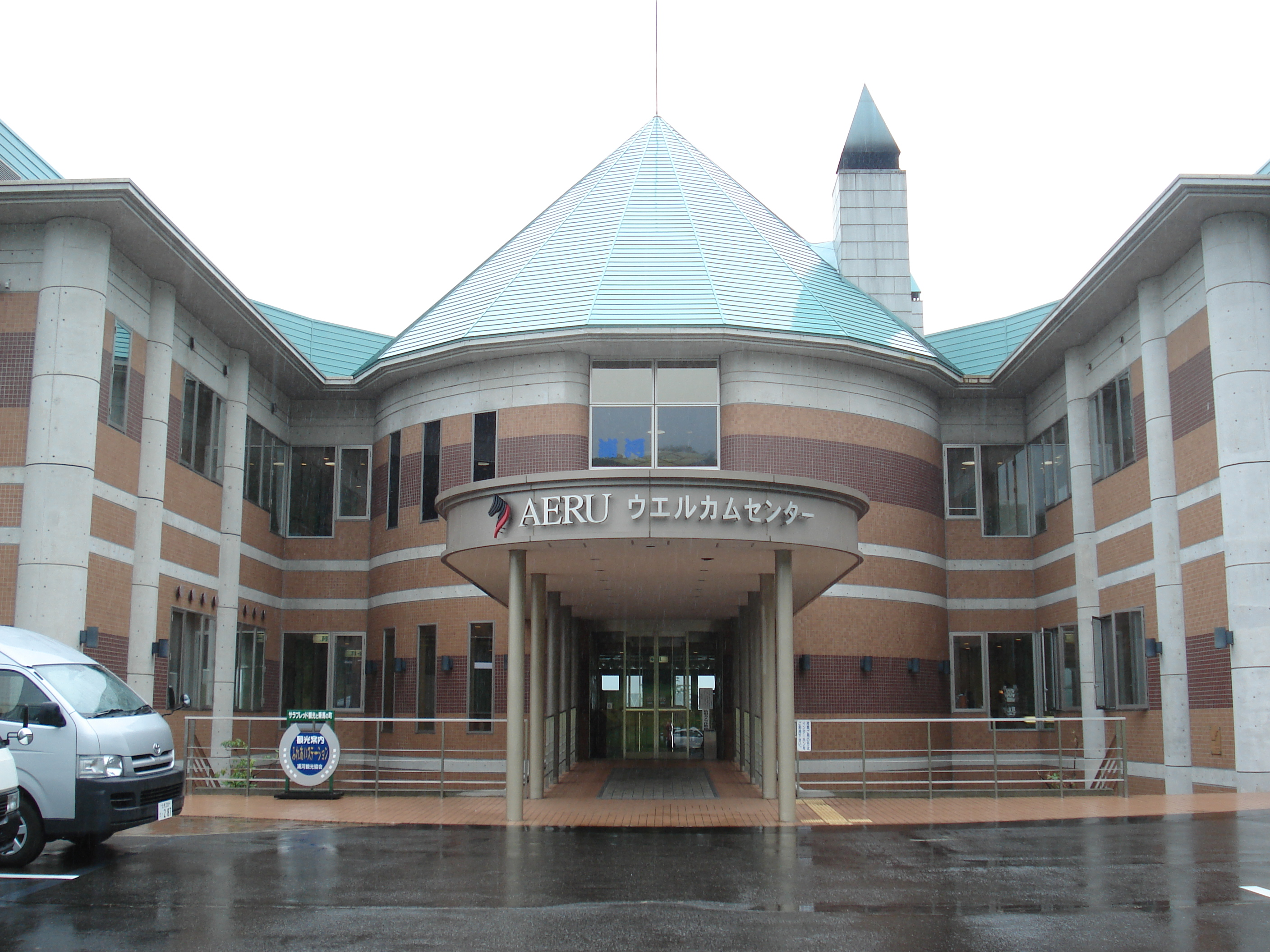
ウエルカムセンター入口正面

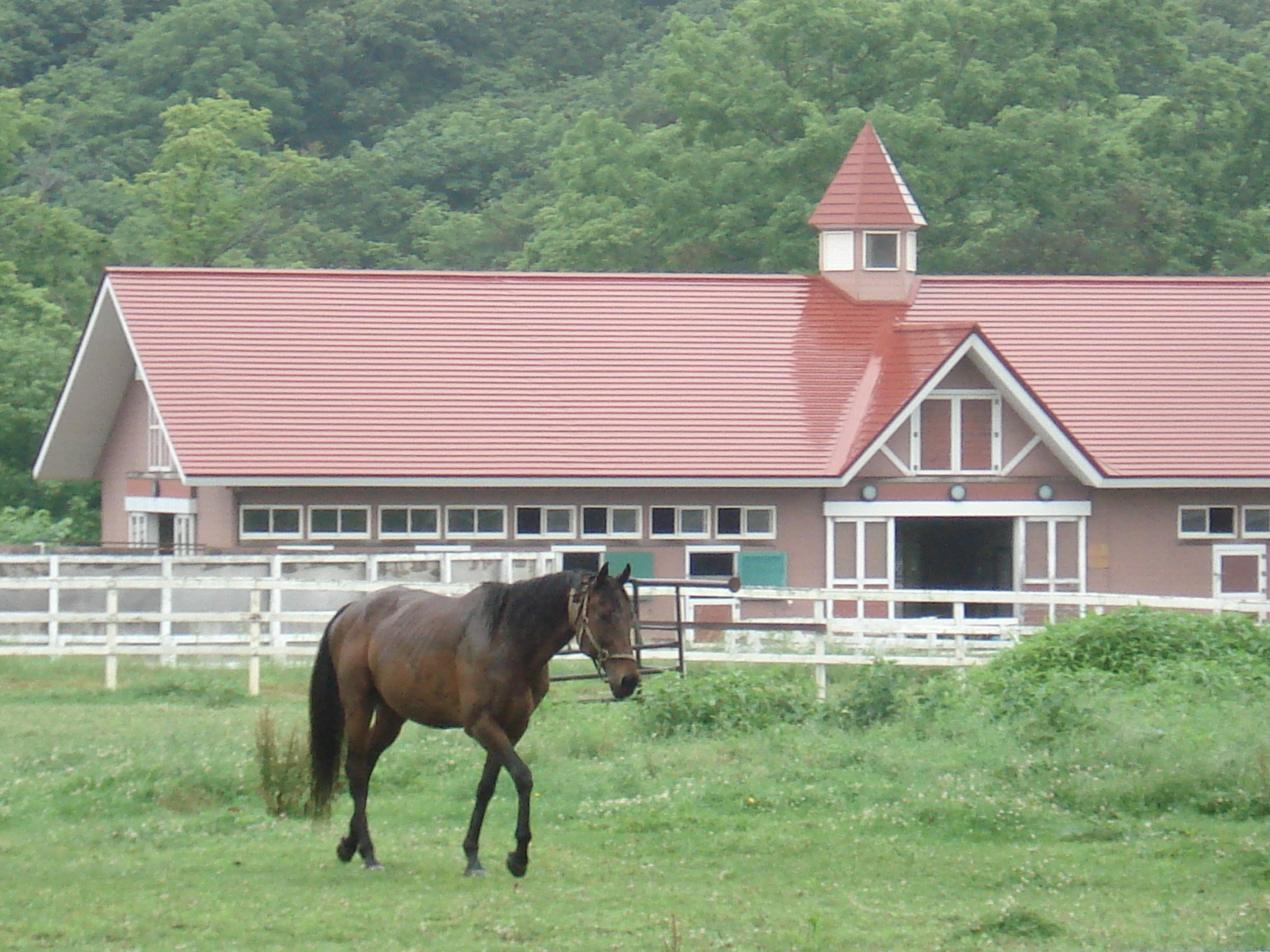
放牧場

うらかわ優駿ビレッジAERU（うらかわゆうしゅんビレッジアエル）は、北海道浦河郡浦河町にある総合保養施設で、「うらかわ優駿の里公園」内に立地する。第三セクター（浦河町など出資）のうらかわ優駿の里振興株式会社が運営にあたっている。

## 概要
浦河町と日本中央競馬会（JRA）が「馬と自然とふれあえる里」（優駿の里構想）をテーマとして、1998年4月25日に営業を開始。
入浴施設・レストラン・ホテルフロントのあるウエルカムセンター、ホテルが入る優駿ロッジ2棟と、ゲート厩舎を核に、周囲に120万平方メートルを超す広大な放牧場、ゴルフ場などで構成され、乗馬などの体験プログラムを充実させている。
優駿とは、すぐれた競走馬を指している。競馬ファンならずとも馬好きに一目置かれているが、近辺に道東や道南に引けをとらないような観光名所がなく、新千歳空港や札幌から車で3時間前後かかることから道外の観光客の誘致になかなか乗り出せず、収入が低迷しており経営再建途上である。
市街地から離れているため、事前連絡すれば浦河（バス）ターミナル・日高幌別駅などから送迎してくれる（宿泊・乗馬利用者に限る）。
2020年代に入り、『ウマ娘 プリティーダービー』の影響から20 - 30代の来場者が増加しており、運営側でも「ウマ娘の影響が計り知れないくらい大きかった」と語っている。

## 宿泊施設
ウエルカムセンターの左右に袖状に広がる2階建ての優駿ロッジ（ノース/サウスウイング）にツインルーム・和洋室とバリアフリールームが、ゲート厩舎に15名以上の団体客用の2段ベッド使用の8人部屋がある。ツインルームは最小で20平方メートル以上の広さ、バス・トイレはセパレート（別室）となっており、2階客室は天井が屋根状で3メートルほどの高さと、さながらリゾートホテルの造りをしている。

## 乗馬施設

### 体験プログラム
- 引き馬による体験乗馬のほか、初心者でも安心して参加できる講習付き乗馬トレッキングコースが用意されている。
- 宿泊者向けのプログラムとして、ゴールデンウィークから晩秋にかけて、近隣のJRA日高育成牧場を見学するツアーが用意されている。

## 馬の飼育
乗馬等の用に供する馬を多数飼育するほか、かつて優秀な成績を収めたサラブレッドの余生を送る場にもなっている。各馬については当該項目も参照。

### 繋養馬
- 現在の主な繋養馬
  - スズカフェニックス[3]
  - オウケンブルースリ[4]
  - マイネルキッツ[5]
  - ナカヤマフェスタ[6]
- 過去の主な繋養馬
  - リワードウイング（ - 2008年1月）
  - サニーブライアン（2007年11月 - 2011年3月）
  - エルウェーウィン（2010年4月 - 2011年3月）
  - ケイティタイガー（2010年4月 - 2011年3月）
  - ダイユウサク（1998年 - 2013年12月）
  - ニッポーテイオー（ - 2016年8月）
  - ヒシマサル（ - 2018年3月）
  - タイムパラドックス（2019年1月 - 2022年2月）
  - ウイニングチケット（2005年 - 2023年2月）

## あえるの湯
ウエルカムセンター3階にある大浴場。窓から見える優駿の里と日高山脈を望むことができる。日帰り入浴主体で運営されている。入浴料は大人500円（子供300円）。朝6時から夜11時まで（2017年3月現在）と長い開設時間が特徴。 宿泊者は滞在中無料で入浴できる。浦河町では唯一の公衆浴場である。

### 温泉問題
1998年の開業当初は町営銭湯「あえるの湯」として営業していたが、浦河町が町興しにと1億円以上の公金を投じて1999年にボーリング掘削し、2000年1月14日から汲み上げた温泉を加温し利用していると称して「浦河温泉あえるの湯」として営業を行った。しかし、のちに源泉が近くの沢の水ではないかとの疑惑が道内のマスコミで持たれ、2006年7月、業者が契約通りの井戸を掘らずに近隣の河川付近からの地下水を引いていたことが詳細に発覚した。
表面上「温泉」が湧出してから利用客が年々増加していたことや、2004年の白骨温泉を発端とした温泉偽装問題が全国へ波及する中でもあり、道内のマスコミや利用客をはじめ温泉愛好者なども運営側（浦河町）の杜撰さを大きく批判した。この影響によりこの年の日高地方における天皇行幸の宿泊先として内定を受けていたが、浦河町が受け入れを辞退し、宮内庁は急遽、様似町の「アポイ山荘」へ変更するなどの波紋が広がった。
同年8月に「温泉」の基準外と認定され、以後水道水の沸かし湯で開業当初の「あえるの湯」となったが、レジオネラ菌対策も兼ねてか従来より入念な機器メンテナンス・清掃が施されるようになっている。
2007年2月に掘削を受注・担当した企業らに浦河町は損害賠償訴訟を提起したほか、企業や当時の町長に対する損害賠償を求める住民訴訟も提起されたが、2011年までにいずれも敗訴判決が下っている。

## ロケ地
AERUを内包した「優駿の里公園」は敷地面積が非常に広大で宿泊施設とともに牧場もあることから、北海道をテーマにした映像作品のロケ地としても使われている。
- ドラマ30「ふしぎな話『カントリー・ロード』」（2000年）
  - 作中（4話目）に、主人公の小学生が「あえるの湯」に入浴する場面がある（当時は前述の「浦河温泉あえるの湯」として営業していた）。
- 映画『北の零年』（2004年撮影）
  - 日高地方一帯で撮影が行われた際に、吉永小百合をはじめとするキャストやスタッフが滞在している。

## 優駿の里公園
乗馬体験のほかにも施設周辺で各種アクティヴィティが楽しめる。浦河町では2021年（令和3年）に、AERUを含めた一帯を「優駿の里公園」として整備・オープンしており、以下の施設が利用できる。
- パークゴルフ
  - プレイおよびレンタル有料
- 歩くスキー（1月から2月下旬）
  - 1周800m周回コース
- ドッグラン
- 優駿広場
  - サッカー場として人工芝1面、天然芝2面がある。
- あえる体験農園